# Kinsarvik
Kinsarvik è un villaggio della Norvegia, situato nella municipalità di Ullensvang, nella contea di Vestland.